# Virginia Woolf
Virginia Woolf (London, 1882. január 25. – Sussex, Rodmell, 1941. március 28.) angol regényíró, esszéista, novellista, kritikus, könyvkiadó, feminista, és a 20. századi modern irodalom egyik vezető alakjaként tartják számon.

## Élete

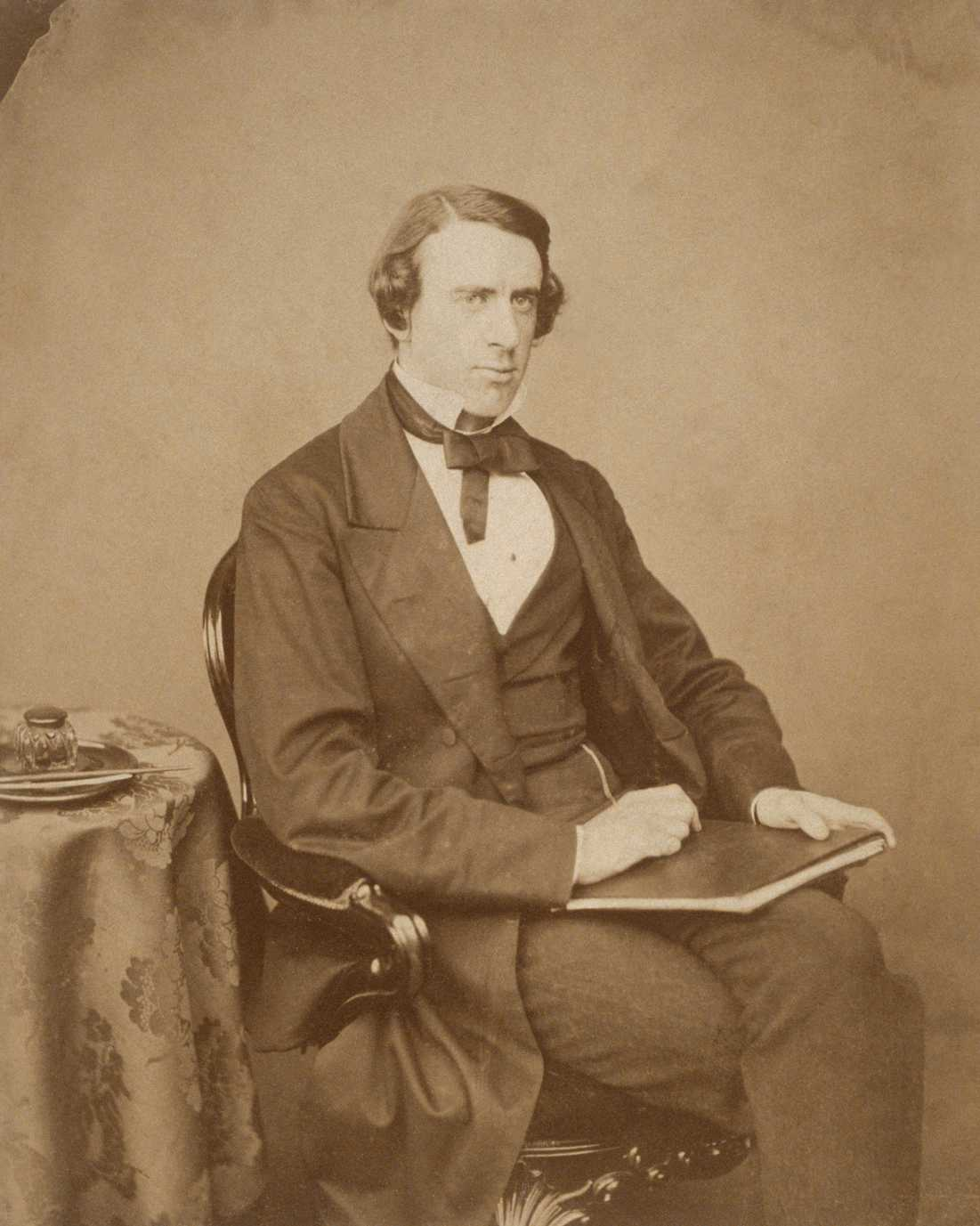
Apja, Leslie Stephen, 1860 körül

Adelina Virginia Stephenként látta meg a napvilágot egy londoni felső-középosztálybeli családban.
Anyja, Julia Prinsep Stephen, a híres szépség, Indiában született; anyjával később költöztek Angliába, ahol preraffaelita festőknek (pl. Edward Burne-Jones) állt modellt. Apja, Sir Leslie Stephen, híres irodalmár-filozófus, hegymászó, és a Viktória-kor egyik legismertebb kritikusa volt.
Korábban mindketten házasok voltak, majd megözvegyültek. Juliának az első férjétől, Herbert Duckworthtől, három gyereke született: George, Stella és Gerard. Leslie, Minny Thackerayjel való házasságából pedig egy lányt hozott magával: Laura Makepeace Stephent, akinél fejlődési rendellenességet állapítottak meg, és egészen 1891-ig a családdal élt, majd intézetbe került. Leslienek és Juliának négy közös gyereke született: Vanessa (1879), Thoby (1880), Virginia (1882) és Adrian (1883).

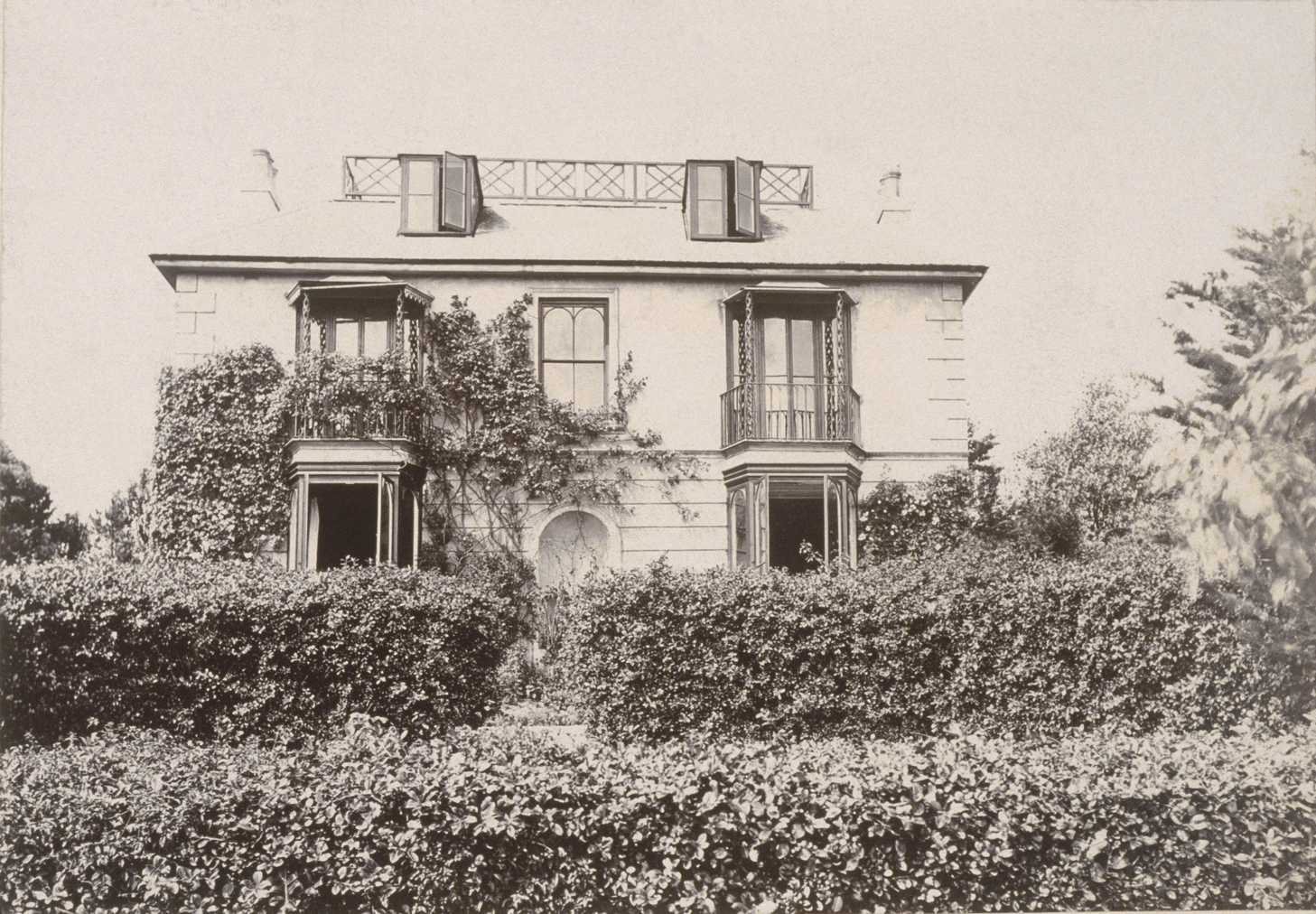
Korabeli fotó a család St. Ives-i házáról

Irodalmi légkörben töltötte gyermekkorát: iskolába nem járt, nevelői és szülei tanították, kivételes műveltségét pedig apja könyvtárában szerezte. Nagyon korán eldöntötte, hogy író akar lenni.
1882-től 1894-ig a család a nyári szüneteket egy cornwalli tengerparti kisvárosban, St. Ivesban töltötte. 1895-ben, az anyja halála után a St. Ives-i házat eladták, de Virginia sokszor visszatért még ide. A kisváros is megjelenik műveiben, például A világítótorony és a Jacob szobája című regényében. Legtöbb művének London, illetve St. Ives a helyszíne.

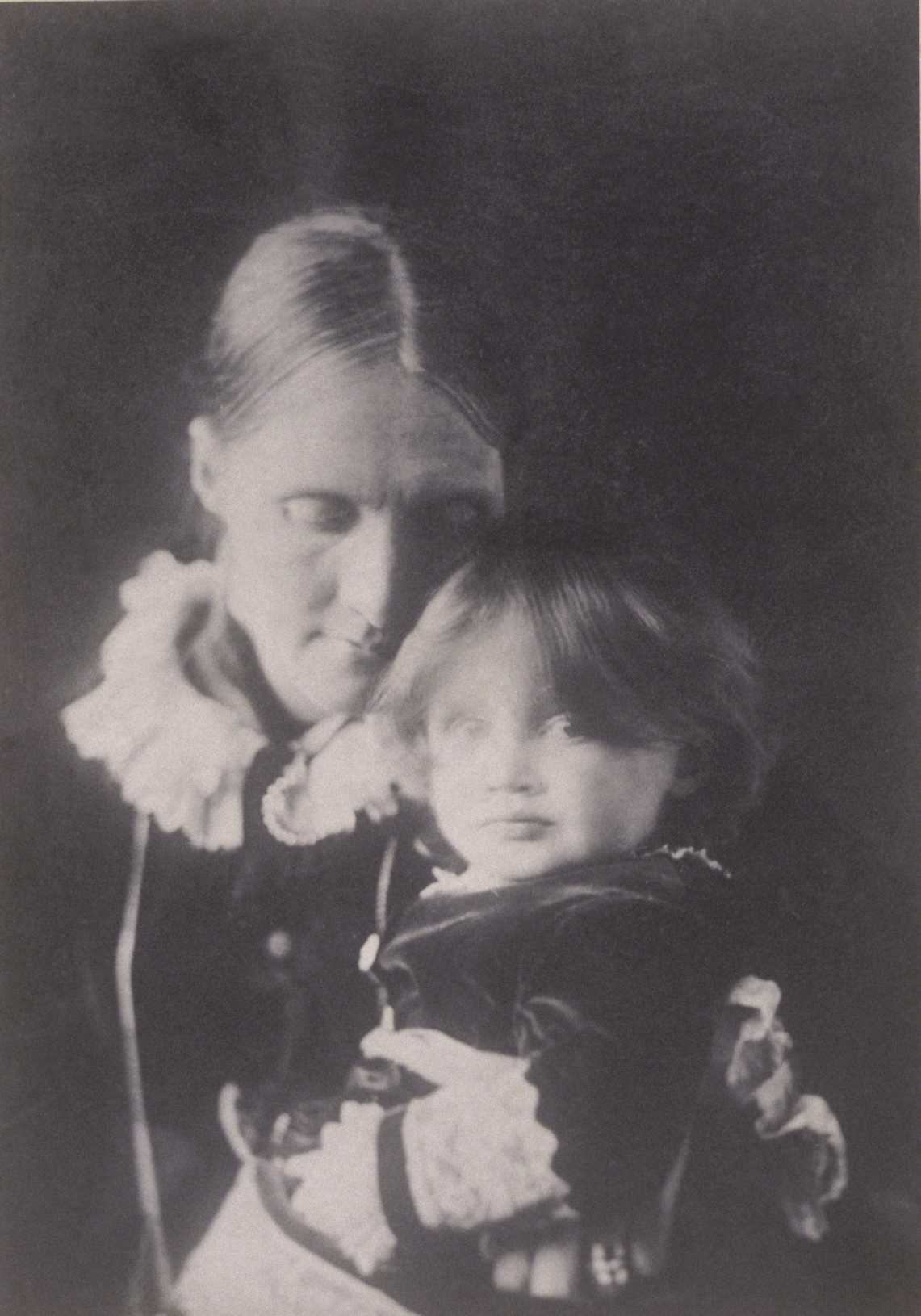
Julia Stephen és Virginia, 1884-ben

1895-ben, 13 éves korában vesztette el váratlanul az édesanyját; ekkor volt az első idegösszeomlása. Későbbi vallomásában beismeri, hogy 44 éves koráig nem hagyta nyugodni anyja emléke. A féltestvére, Stella vette át a háztartási feladatokat, de hamarosan, 1897-ben férjhez ment, és a nászútjukról visszatérve ő is meghalt.
Apja, aki sokak szerint elnyomta Virginiát, 1904-ben hunyt el, ami összetörte a különösen érzékeny írónőt, holott nem volt jó véleménnyel róla: "minden művészi érzék nélkülinek" titulálta évekkel később.
1912-ben ment feleségül Leonard Woolf-hoz.
Idegösszeroppanásainak és visszatérő depressziós periódusainak gyökere, a pszichoanalitikusok és életrajzkutatók feltételezése szerint annak a következménye, hogy Virginiát és Vanessát a féltestvéreik, George és Gerald Duckworth szexuálisan molesztálták.
Mentális betegsége és hangulatingadozásai egész életére hatással voltak, de irodalmi termékenysége kisebb szünetekkel bár, de töretlen volt egészen a haláláig.

## Halála
1940-ben bombatalálat érte londoni lakásukat és rodmelli kertjüket egyaránt. Gyenge idegrendszerét a történtek annyira megviselték, hogy öngyilkos lett: 1941. március 28-án kövekkel megrakva zsebeit a sussexi birtokuk közelében lévő Ouse folyóba ölte magát. A holttestét április 18-áig nem találták. Férje Virginia hamvait a rodmelli kertjükben egy fa alá temette el.
Férjének hagyott utolsó levelében ezt írja:
I feel certain that I am going mad again. I feel we can't go through another of those terrible times. And I cant recover this time. I begin to hear voices, and I can't concentrate. So I am doing what seems the best thing to do. You have given me the greatest possible happiness. You have been in every way all that anyone could be. I don't think two people could have been happier 'til this terrible disease came. I can't fight any longer. I know that I am spoiling your life, that without me you could work. And you will I know. You see I can't even write this properly. I can't read. What I want to say is I owe all the happiness of my life to you. You have been entirely patient with me and incredibly good. I want to say that – everybody knows it. If anybody could have saved me it would have been you. Everything has gone from me but the certainty of your goodness. I can't go on spoiling your life any longer. I don't think two people could have been happier than we have been. V.
Úgy érzem, újra kezd elhatalmasodni rajtam az őrület. És érzem, hogy nem tudnánk átvészelni még egy olyan rémes időszakot. Nem heverném ki többé. Újra hangokat hallok, és képtelen vagyok koncentrálni. Így azt teszem, ami a legjobb megoldásnak tűnik. Te a lehető legnagyobb boldogságot adtad nekem. Többet jelentettél számomra, mint bárki más. Nem hiszem, hogy két ember boldogabb lehetett volna, 'míg el nem ért ez a rémes kór. Nem tudok tovább harcolni. Tudom, hogy tönkreteszem az életed, és hogy nélkülem újra képes lennél dolgozni. És tudom, hogy fogsz is. Látod, még ezt sem tudom rendesen megírni. Olvasni sem tudok már. Szeretném, ha tudnád, hogy minden boldogságomat neked köszönhetem. Olyan türelmes voltál velem és hihetetlenül jó. Ezt ki akartam mondani - mindenki tudja. Ha lett volna bárki, aki megmenthetett volna, az te lennél. Számomra minden elveszett, kivéve a te jóságodat. Nem akarom tovább rombolni az életedet. Nem hiszem, hogy két ember boldogabb lehetett volna annál, mint mi voltunk. V.

## Írói munkássága
Noha már 23 éves korától jelentek meg publikációi, első jelentős regénye, a Mrs. Dalloway csak 1925-ben jelent meg. A Mrs. Dalloway egy érzékeny úrinő estélyre való készülődését, jelenen, múlton, emberi kapcsolatokon való merengését állítja párhuzamba egy idegsokkban szenvedő munkásember-frontharcos kilátástalan életével.
1928-ban adták ki az Orlandót, melynek hőse négyszáz évig él, előbb férfiként, majd nőként látja a világot.
1927-ben írta meg esszéisztikus naplóját, mely a női lét sajátos problémáit elemzi: a napló Saját szoba címmel jelent meg könyv alakban. Szintén 1927-ben adták ki A világítótorony című könyvét, mely egy cselekmény nélküli mű, egy Skóciában álló házról szól. A könyvben az élet gyors múlása áll szemben a műben keretként használt tárgyak látszólagos állandóságával.
Az 1931-ben megjelent Hullámok bár prózában íródott, s könyvnyi terjedelmű, inkább költői alkotás, semmint az epika körébe tartozó regény. A könyv alakjai valójában egyetlen személy vetületeiként jelennek meg, s az ábrázolás olyan távolságból történik, amilyenből az ember szemléli saját magát.
Woolf a modern angol próza, a lélektani regény egyik megteremtője volt.

## Bloomsbury-kör

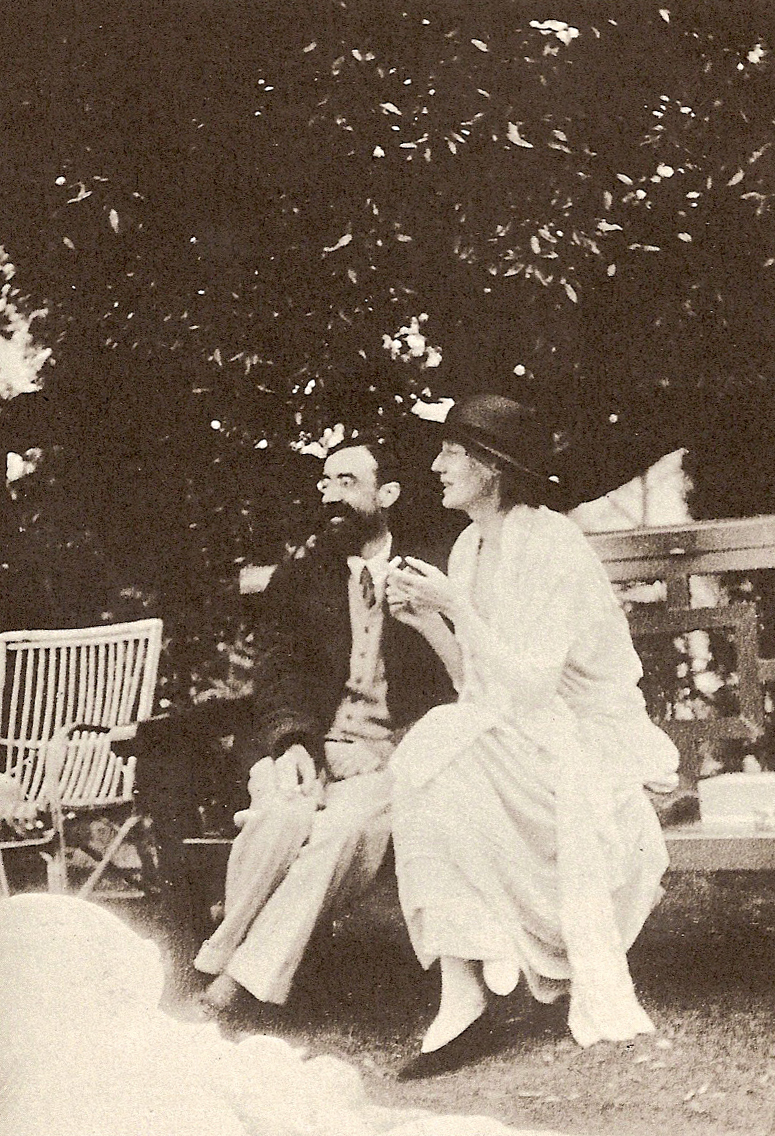
Virginia Woolf és Lytton Strachey 1923-ban

Woolf 35 éven keresztül dolgozott kritikusként a Times Literary Supplementnek; éles és hiteles kritikáinak köszönhetően nagy befolyással volt az irodalmi életre. Az 1910-es években a lap és az írónő köré csoportosuló értelmiségiek Bloomsbury-kör néven váltak ismertté (Bloomsbury annak a londoni negyednek a neve, ahol a tagok laktak és dolgoztak, köztük Virginia és a férje is), és az 1930-as évek közepéig ők voltak a radikális értelmiségi elit legnagyobb hatású csoportja Angliában.
A kör 1905 körül alakult meg, a négy testvér: Virginia Woolf, Vanessa Bell (festő), Thoby és Adrian Stephen, valamint Virginia férje, Leonard Woolf (aki egyébként maga is foglalkozott regényírással) és Vanessa férje, Clive Bell (művészetkritikus) jóvoltából, a Cambridge-i diákklubok hagyományait folytatva. A körbe elsősorban prűd korukkal szemben ellenérzéseket tápláló, azt kifigurázó értelmiségiek tartoztak, mint például: G.E. Moore, az analitikus filozófia megalapozója; Duncan Grant, festő; Roger Fry, művészettörténész; J.M. Keynes, a modern polgári közgazdaságtan művelője; L. Strachey, életrajzíró és E.M. Forster, regényíró.

## Könyvkiadó
1917-ben férjével közösen, egy kis kézihajtású nyomdagéppel, önerőből egy könyvkiadó vállalkozást alapítottak Hogarth Press néven. Olyan híres írók műveit jelentették meg, mint Gorkij, Rilke, Freud, T. S. Eliot, Robert Graves és Katherine Mansfield. Ők jelentették meg – Angliában elsőként – Madách Imre: Az ember tragédiája című művét angol nyelven. A kiadó ma is működik.

## Bibliográfia

### Regényei

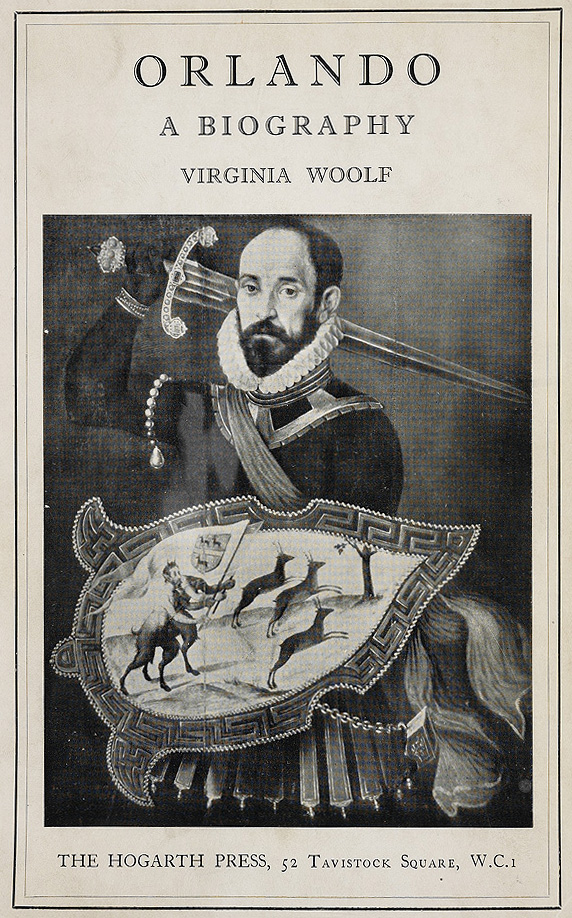
Virginia Woolf Orlando című könyvének borítója

- Messzeség (1915), ford. Tandori Dezső
- Éjre nap (1919), ford. Tandori Dezső
- Jacob szobája (1922), ford. Gy. Horváth László
- Mrs. Dalloway (1925), ford. Tandori Dezső
- A világítótorony (1927), ford. Mátyás Sándor; Tandori Dezső
- Orlando (1928), ford. Szávai Nándor
- Hullámok (1931), ford. Mátyás Sándor; Tandori Dezső
- Flush (1933), ford. Rónay György
- Az évek (1937), ford. Tandori Dezső
- Felvonások között (1941), ford. Tandori Dezső

### Novelláskötetei
- Monday or Tuesday (1921)
- The New Dress (1924)
- A Haunted House and Other Short Stories (1944) [A kísértetjárta ház és más elbeszélések]
- Mrs. Dalloway's Party (1973)
- The Complete Shorter Fiction (1985)

### Egyéb prózai művei
- Modern Fiction (1919)
- The Common Reader (1925) [Az átlagolvasó]
- A Room of One's Own (1929) [Saját szoba]
- On Being Ill (1930)
- The London Scene (1931)
- The Common Reader: Second Series (1932)
- Három adomány [Three Guineas, 1938], ford. Séllei Nóra
- The Death of the Moth and Other Essays (1942) [A pille halála és más esszék]
- The Moment and Other Essays (1947) [A pillanat és más esszék]
- The Captain's Death Bed And Other Essays (1950) [A kapitány halottaságya és más esszék]
- Granite and Rainbow (1958) [Gránit és szivárvány]
- Books and Portraits (1978)
- Women And Writing (1979)
- Collected Essays

## Magyarul
- Évek. 1-2. köt.; ford. Hevesi András, bev. Schöpflin Aladár; Franklin, Bp., 1940
- Orlando. Regény; ford. Gyergyai Albert, Szávai Nándor; Révai, Bp., 1945
- Clarissa; ford. Nagypál István; Franklin, Bp., 1946 (Külföldi regényírók)
  - (Mrs. Dalloway címen is)
- Flush. Regény; ford. Rónay György; Révai, Bp., 1947 (Révai könyvtár)
- Orlando; ford. Szávai Nándor, utószó Gyergyai Albert; Európa, Bp., 1966 (5 világrész könyvei)
- Az orosz látásmód; ford. Szegedy-Maszák Mihály; in: Hagyomány és egyéniség. Az angol esszé klasszikusai; vál. Európa Könyvkiadó munkaközössége, közrem. Ruttkay Kálmán, Ungvári Tamás, utószó Abody Béla, jegyz. Abádi Nagy Zoltán; Európa, Bp., 1967
- A világítótorony. Regény; ford., bev. Mátyás Sándor; Magvető, Bp., 1971 (Világkönyvtár)
- Mrs. Dalloway; ford. Tandori Dezső; Magyar Helikon–Európa, Bp., 1971 (Helikon kiskönyvtár)
  - (Clarissa címen is)
- Hullámok; ford. Mátyás Sándor; Európa, Bp., 1978
- A pille halála. Esszék; ford. Bécsy Ágnes et al., vál., utószó, jegyz. Bécsy Ágnes; Európa, Bp., 1980
- Saját szoba; ford. Bécsy Ágnes; Európa, Bp., 1986 (Mérleg)
- Egy jó házból való angol úrilány. Önéletrajzi írások; ford., bev. Séllei Nóra; Csokonai, Debrecen, 1999 (Artemisz könyvek)
- Felvonások között; ford. Tandori Dezső; Európa, Bp., 2003
- Jacob szobája; ford. Gy. Horváth László; Európa, Bp., 2005
- Az évek; ford. Tandori Dezső; Európa, Bp., 2006
- Három adomány; ford. Séllei Nóra; Európa, Bp., 2006 (Mérleg)
- Messzeség; ford. Tandori Dezső; Európa, Bp., 2007
- Éjre nap; ford. Tandori Dezső; Európa, Bp., 2007
- Mrs. Dalloway a Bond Streeten (Mrs. Dalloway in Bond Street) / Hölgy tükörben (The lady in the looking-glass) / A hercegné és az ékszerész (The duchess and the jeweller); ford. Bánki Veronika; Kossuth, Bp., 2017 (Angol-magyar kétnyelvű klasszikusok)

## Fordítás
- Ez a szócikk részben vagy egészben  a   Virginia Woolf című angol Wikipédia-szócikk fordításán alapul.  Az eredeti cikk szerkesztőit annak laptörténete sorolja fel. Ez a jelzés csupán a megfogalmazás eredetét és a szerzői jogokat jelzi, nem szolgál a cikkben szereplő információk forrásmegjelöléseként.